# Шатван
Шатван (вірм. Շատվան) — село в марзі Гегаркунік, на сході Вірменії. Село розташоване за 8 км на схід від міста Варденіс та за 1 км на південний схід від траси Варденіс — Карвачар — Мартакерт та залізниці Єреван — Раздан — Сотк. В селі є цвинтар 15 століття.